# Sport Clube Vila Real
O Sport Clube Vila Real é um clube português de futebol semi-profissional, localizado na cidade de Vila Real, distrito de Vila Real.

## Futebol

### Histórico (inclui até 15/16)
|                         | Nº Presenças | Títulos |
| ----------------------- | ------------ | ------- |
| 1ª Liga                 | 0            | 0       |
| 2ª Liga                 | 0            | 0       |
| II Divisão              | 8            | 0       |
| III Divisão             | 9            | 1       |
| Taça de Portugal        | 0            | 0       |
| Taça da Liga            | 0            | 0       |
| Campeonato de Portugal  | 2            | 0       |
| Divisão Honra Vila Real | 5            | 2       |

### Classificações
| Temporada | 1ª Liga | 2ª Liga | Campeonato de Portugal | II Divisão | III Divisão | Divisão Honra AF Vila Real |
| --------- | ------- | ------- | ---------------------- | ---------- | ----------- | -------------------------- |
| 88/89     | -       | -       | -                      | -          | -           | 12º                        |
| 89/90     | -       | -       | -                      | -          | -           | -                          |
| 90/91     | -       | -       | -                      | 6º         | -           | -                          |
| 91/92     | -       | -       | -                      | 7º         | -           | -                          |
| 92/93     | -       | -       | -                      | 5º         | -           | -                          |
| 93/94     | -       | -       | -                      | 15º        | -           | -                          |
| 94/95     | -       | -       | -                      | -          | 2º          | -                          |
| 95/96     | -       | -       | -                      | 5º         | -           | -                          |
| 96/97     | -       | -       | -                      | 6º         | -           | -                          |
| 97/98     | -       | -       | -                      | 12º        | -           | -                          |
| 98/99     | -       | -       | -                      | 16º        | -           | -                          |
| 99/00     | -       | -       | -                      | -          | 8º          | -                          |
| 00/01     | -       | -       | -                      | -          | 1º          | -                          |
| 01/02     | -       | -       | -                      | -          | -           | -                          |
| 02/03     | -       | -       | -                      | -          | -           | -                          |
| 03/04     | -       | -       | -                      | -          | 7º          | -                          |
| 04/05     | -       | -       | -                      | -          | 12º         | -                          |
| 05/06     | -       | -       | -                      | -          | 7º          | -                          |
| 06/07     | -       | -       | -                      | -          | 14º         | -                          |
| 07/08     | -       | -       | -                      | -          | -           | 1º                         |
| 08/09     | -       | -       | -                      | -          | 11º/3º      | -                          |
| 09/10     | -       | -       | -                      | -          | -           | 2º                         |
| 10/11     | -       | -       | -                      | -          | -           | 1º                         |
| 11/12     | -       | -       | -                      | -          | 5°          | -                          |
| 12/13     | -       | -       | -                      | -          | -           | -                          |
| 13/14     | -       | -       | -                      | -          | -           | -                          |
| 14/15     | -       | -       | 10º, Série B           | -          | -           | -                          |
| 15/16     | -       | -       | 4º, Série C            | -          | -           | -                          |

### Palmarés
- Campeão Nacional da 3ª divisão: 1952/53, 2000/01
- Campeonato de Vila Real: 1924/25, 1925/26, 1926/27, 1927/28, 1928/29, 1929/30, 1930/31, 1931/32, 1932/33, 1933/34, 1934/35, 1935/36, 1936/37, 1937/38, 1938/39, 1939/40, 1940/41, 1941/42, 1942/43, 1943/44, 1944/45, 1945/46, 1946/47
  - AF Vila Real Divisão de Honra: 2007/08, 2010/11 ,2013/14, 2018/19
  - AF Vila Real Taça: 2016/17, 2017/18, 2018/19
  - Taça transmontana AF Vila Real/AF Bragança: 2018/19
  - AF Vila Real Supertaça: 2017/18, 2019/20

## Estádio
Seu estádio oficial é o Complexo Desportivo Monte da Forca, que fica em Vila Real. Sua capacidade é de 5 000 pessoas.

## Treinadores antigos
- Manuel Machado
- Quim